# أتيليو روتا
أتيليو روتا (بالإيطالية: Attilio Rota)‏ هو دراج إيطالي، ولد في 29 أبريل 1945 في Clusone ‏ في إيطاليا.

## وصلات خارجية
- أتيليو روتا على موقع أرشيف الدراجات (الإنجليزية)
- أتيليو روتا على موقع إحصائيات الدراجات الإحترافية (الإنجليزية)
- أتيليو روتا على موقع CycleBase (الإنجليزية)